# Jonathan Sigalet
Jonathan Patrick Sigalet, född 12 februari 1986 i Vancouver, British Columbia, är en kanadensisk före detta professionell ishockeyspelare. Han har spelat 296 matcher i Elitserien/SHL för klubbar som Luleå, Brynäs och Frölunda HC. Den 15 april 2021 meddelade Sigalet att han avslutar karriären som spelare för att satsa på en tränarkarriär.
I NHL-draften 2005 blev han draftad i fjärde rundan, som nummer 100 totalt, av Boston Bruins.

## Biografi
Jonathan Sigalet har rötter från Gammalsvenskby, då hans farfars far, Hindrik Simonsson Sigalet, föddes 1866 i Gammalsvenskby (i dagens Ukraina). Hindrik bodde där innan han utvandrade till Alberta i Kanada.

## Klubbar
- Salmon Arm Silverbacks 2002–2003
- Bowling Green Falcons 2003–2005
- Providence Bruins 2005–2008
- Boston Bruins 2006
- Syracuse Crunch 2008–2010
- Springfield Falcons 2010–2011
- Lev Poprad 2011–2012
- HC Slovan Bratislava 2012–2014
- Luleå HF 2014–2016
- Frölunda HC 2016–2019
- Brynäs IF 2019–2020 (dec)
- Frölunda HC 2020 (dec)–2021